# IC 836
IC 836 је спирална галаксија у сазвјежђу Змај која се налази на листи објеката дубоког неба у Индекс каталогу.
Деклинација објекта је + 63° 36' 42" а ректасцензија 12h 55m 54,1s. Привидна величина (магнитуда) објекта IC 836 износи 13,9 а фотографска магнитуда 14,8. IC 836 је још познат и под ознакама UGC 8059, MCG 11-16-7, CGCG 316-6, IRAS 12538+6352, PGC 44092.